# オフスプリング
オフスプリング (The Offspring) は、1984年に結成された、アメリカ合衆国カリフォルニア州オレンジ郡出身のポップパンクバンド。代表曲は「プリティ・フライ」、「オール・アイ・ウォント」、「ヒット! ザット」、「カム・アウト・アンド・プレイ」など。作品の売り上げは全世界で4000万枚以上を記録している。

## 概要
「offspring」というバンド名は、元メンバーのジェームズ・リルヤが名付け親である。バンド名は「バカ息子」という意味合いで使われる「offspring」から取っている。また、「ロックの次に来るもの（＝ロックが産み落とした子ども）」という挑発的な意味もある。

## 略歴
- 1984年に、ギタリストのデクスター・ホーランドがソーシャル・ディストーションのコンサート会場に入れなかったのを不満に思い、友人のグレッグ・クリーセルと共に「Manic Subsidal」というバンド名で結成。
- 1987年、Manic subsidalは覚えにくいということで、現在のバンド名となる。また、自分たちで『I'll be waiting/Black ball』のEPを1000枚プレスする。今ではオークションなどで高値で取引される。
- 1989年、1stアルバム『The Offspring』をリリース。
- 1992年、2ndアルバム『イグニション - Ignition - 』をリリース。
- 1994年に発売された3rdアルバム『スマッシュ - Smash - 』が、インディーズ史上最高のセールスを記録、同時期に大ブレイクしたグリーン・デイと共に、1990年代のパンクブームを巻き起こす。
- 1995年、レコード会社のエピタフレコードからコロムビア・レコードに移籍。

デクスターとグレッグが、自分たちで「Nitro（ナイトロ）」というレーベルを設立（社長はデクスターで、副社長はグレッグ）。
- 1997年、4thアルバム『イクスネイ・オン・ジ・オンブレ - Ixnay on the Hombre - 』を、コロムビアからリリース。イギリスだけは、エピタフ名義でリリース。
- 1998年に発売された『アメリカーナ - Americana - 』が、自身最高のヒットとなる（2006年現在）。ジャケットの子供は、ロンという。
- 2000年、先行シングル「オリジナル・プランクスター - Original Prankster - 」を発売。そして、同曲を公式サイトにて、無料ダウンロード開始し、また、ダウンロードした人の中から、抽選で1名に100万ドルが当たるというキャンペーンを開始する。当選者には、バンドからのポケットマネーで、100万ドルがプレゼントされた。
  - 11月、『コンスピラシー・オヴ・ワン - Conspiracy of One - 』をリリース。
- 2002年、ドラマーのロン・ウェルティが脱退。アトム・ウィラードが加入。
- 2003年9月、「ダ・フイ - Da hui - 」のビデオを、レコード会社に無断でプロ・サーファー・チームの「ダ・フイ」と自主制作し、世界中のサーフショップにばら撒く。
  - 11月、7thアルバム『スプリンター - Splinter - 』をリリース。
- 2005年、『グレイテスト・ヒッツ - Greatest Hits - 』をリリース。
- 2007年、ドラムスのアトム・ウィラードが脱退。
- 2008年、8thアルバム『ライズアンドフォール，レイジアンドグレイス - Rise and Fall, Rage and Grace - 』をリリース。ドラムスとしてピート・パラダが加入。
- 2012年、4年ぶりのアルバムとして9thアルバム『Days Go By』を6月27日にリリース。
- 2015年、シングル『カミングフォーユー-Coming for you-』をリリース。
- 2016年、オフィシャルサイトにて、『シャークネード-Sharknado-』を8月に発表。
- 2018年、ベースのグレッグ・Kがツアー参加を休止、その後、正式にバント脱退となった。
- 2019年、新たなベーシストとして、サポートギタリストであったトッド・モースが正式メンバーとして加入。
- 2021年、9年ぶりのアルバムとして10thアルバム『レット・ザ・バッド・タイムズ・ロール』を4月16日リリース。同年、ドラムスのピート・パラダが脱退。
- 2023年、新たなドラマーとして、ジョシュ・フリースの後任としてサポート参加したブランドン・ペルツボルンが正式メンバーとして加入。

## パフォーマンス
会場の2階にまで届く放水パフォーマンス等の過激なパフォーマンスで、各方面から反響を呼んでいる。
「ゲストのバックストリート・ボーイズだ」と、彼ら風に服を着せたマネキン（正確にはダッチワイフ）をステージ上で叩き壊したことでも知られている。
（これはアルバム「アメリカーナ」収録の「プリティ・フライ（フォー・ホワイトガイ）」にも見られるアンチ・ファッション、アンチ・ポーザー的なメッセージ）

## メンバー

### 現在のメンバー
- デクスター・ホーランド (Bryan "Dexter" Holland, 1965年12月29日 - )  ボーカル/ギター

出身高校の卒業生総代を務める。"デクスター"の愛称は、数学が得意だったことから（「理数系のがり勉」という意味）。
南カリフォルニア大学分子生物学博士号取得寸前まで行っていたが、デビューのため、取得には至らなかった。
オフスプリング自作の低クォリティホームメイドビデオ「Americana」（初出1999年、なお、アルバム「ライズ・アンド・フォール，レイジ・アンド・グレイス」のボーナスDVDに収録）には、
高校時代のデクスターがドラムスを叩いているシーンに「He hated Ringo Starr」の字幕が付けられているが、実際に リンゴ・スターが嫌いだったというよりはオフスプリング流のジョークと解釈するほうが自然である。
プライベートジェットを所有し、自ら操縦もする。ジェット機の名前は『アナーキー・エアライン』
2004年11月、そのジェット機で、世界一周旅行に出掛け（パイロットを目指していた10代の頃からの夢であった）、その途中で、給油と観光のため、成田を含む幾つかの都市へ立ち寄りながら、9日間に及ぶ旅を成し遂げる。
オフスプリングの楽曲は、ほとんど彼が作成している。
IbanezのRGシリーズを主に使用している。

- ヌードルズ (Kevin 'Noodles' Wasserman, 1963年2月4日 - )  ギター

元はデクスターたちがいた学校の用務員。酒（ビール）好きで、ヘビースモーカー。サーフィンが趣味。
「ダ・フイ」のPVでは、デクスターと共にクーク（kook サーファーまがい）役を演じる。
1985年、前年にデクスターとグレッグ・Kが結成していたバンド、マニック・サブサイダル(Manic Subsidal)に加入する。
当初は、ギターの腕よりもむしろ酒を合法的に入手出来る年齢であることが重宝された。
なお、ヌードルズというあだ名は、80年代後期に、アルバムをプロデュースしたトム・ウィルソンが付けたもので、「チャラチャラした演奏をする」という意味の「noodle」が由来。
サマーソニック07では髪を長くしている。
IbanezからNDM2というギターを使用、またシグネチャーモデルが発売されている。

- トッド・モース (Todd Morse, 1968年1月21日 - )  ベース

2019年より、ツアー不参加状態を経て正式に脱退したグレッグの後任として加入。
正式メンバーになる以前より、サポートメンバーとしてリズムギターを演奏しており、『デイズ・ゴー・バイ』や以降の楽曲にもバックコーラスでレコーディング参加していた。
- ジョナ・ニモイ(Jonah Nimoy, 1992年4月4日 - )  ギター/キーボード/パーカッション

2023年正式加入。
- ブランドン・ペルツボルン(Brandon Pertzborn, 1994年10月17日 - )  ドラム

2023年からジョシュ・フリースに代わってサポート加入を経て、ピートの後任として正式メンバーに昇格した。
マリリン・マンソンやスイサイダル・テンデンシーズなどに在籍した実績を持つ。

### 元メンバー
- ジェームズ・リリャ（英語版）（James Lilja, 1966年5月7日-）ドラム

Manic Subcidal時代からの初代ドラマー。在籍時はカリフォルニア大学ロサンゼルス校の学生で、1987年にメディカルスクール進学準備のため脱退。2003年にピッツバーグ大学医学部で学位を取得。産婦人科医/婦人科腫瘍医。最初のデモテープやデビューシングル"I'll Be Waiting"で演奏した他、1stアルバム『The Offspring』収録の"Beheaded"をデクスターとともに作詞。
2023年8月5日に脱退以来初めてライブにゲスト出演し、"Beheaded"をプレイした。
- ロン・ウェルティー (Ron Welty, 1971年2月1日 - )  ドラム

2003年に音楽性の違いから脱退。後にSteadyGroundというバンドに参加したが、2014年現在では解散している。ライブでは、上半身裸でプレイする事が多かった。
- アトム・ウィラード(Atom Willard, 1973年8月15日 - )  ドラム

2003年から、ロンに代わって加入。「スプリンター」の収録後に参加したため、CD音源では演奏していないが、収録曲の一つ「Can't Get My Head Around You」のPVに出演し、ドラムを演奏している。
2005年に発表された「Can't Repeat」のCD音源でも収録に参加しなかったが、同様にPVには登場し、ドラムを演奏している。
2007年に脱退。現在は、元ブリンク 182のボーカル/ギターのトム・デロングが結成した、Angels&Airwavesに参加している。
- グレッグ K (Gregory Kriesel, 1965年1月20日 - )  ベース

Ibanez製のATKを主に使用。ピック奏法でベースを弾く。
デクスターとは幼馴染である。ゴルフが趣味。
他のメンバーに比べて大人しい性格だが、インタビューでも他のメンバーと同様によく冗談めかした発言をする。
2019年よりツアーに不参加の状況が続き、後にグレッグおよびバンド側より脱退が正式に表明されたが、脱退前後の両者間の取り決め内容について対立が生じ、双方が提訴しあう事態に発展した。
- ピート・パラダ(Pete Parada, 1974年7月9日 - )  ドラム

2007年からアトムに代わって加入。
YouTubeにて、自身の腕前を披露している。
公式メンバーとして、脱退したロン以来スタジオ版でもドラムを演奏し、『デイズ・ゴー・バイ』のレコーディングにも一部参加。
2021年、『レット・ザ・バッド・タイムズ・ロール』のツアーを迎えるにあたり、COVID-19ワクチン接種を義務付けられていたにもかかわらず持病のギラン・バレー症候群に伴うドクターストップに従って拒否したことを理由に今後のツアーに参加しないことを表明し、そのまま脱退となった。

## ディスコグラフィ

### アルバム
- The Offspring (1989)

世界セールス50万枚。
- イグニション - Ignition  (1992)

ゴールド獲得(US) 世界セールス100万枚。
- スマッシュ - Smash (1994)

全米最高4位、6Ｘプラチナム獲得 世界セールス1400万枚。
- イクスネイ・オン・ジ・オンブレ - Ixnay on the Hombre (1997)

全米最高9位、プラチナム獲得 世界セールス600万枚。
- アメリカーナ - Americana (1998)

全米最高2位、5Ｘプラチナム獲得 世界セールス1000万枚。
- コンスピラシー・オヴ・ワン - Conspiracy of One (2000)

全米最高9位、プラチナム獲得 世界セールス500万枚。
- スプリンター - Splinter (2003)

全米最高30位、ゴールド獲得 世界セールス150万枚。
- グレイテスト・ヒッツ - Greatest Hits (2005)

全米最高8位。
- ライズ・アンド・フォール，レイジ・アンド・グレイス - Rise and Fall, Rage and Grace　(2008)

全米最高10位。
- ハッピー・アワー！ –  Happy Hour !　(2010)

今までのシングルのボーナス曲や未発表曲　そして、ライブ音源を加えたアルバム。
- デイズ・ゴー・バイ -  Days Go By  (2012)

フルアルバムとしては4年ぶりとなるアルバム。
- レット・ザ・ バッド・タイムス・ロール -  Let The Bad Times Roll  (2021)

フルアルバムとしては9年ぶりとなるアルバム。
- スーパー・チャージド -  SUPERCHARGED  (2024)

フルアルバムとしては3年ぶりであり、新メンバーであるジョナ・ニモイ、ブランドン・ペルツボルンが加入後、初となるアルバム。

### シングル
（日本国内版のみ）
- ALL I WANT (1997)
- GONE AWAY (1997)
- THE MEANING OF LIFE (1997)
- WHY DON'T YOU GET A JOB? (1999)
- ORIGINAL PRANKSTER (2000)
- WANT YOU BAD (2001)
- MILLION MILES AWAY (2001)
- HIT THAT (2003)
- (CAN'T GET MY)HEAD AROUND YOU (2004)
- Hammerhead (2008)
- Make It All Right (2024) - アルバム「SUPERCHARGED」からの先行シングル。

### ビデオ (VHS/DVD)
- Americana (1999)
- HUCK IT (2001)
- COMPLETE MUSIC VIDEO COLLECTION (2005)

## その他
アルバム『グレイテスト・ヒッツ - Greatest Hits - 』収録の『Can't repeat』は、ロンが抜けた後で、アトムが入る前の為、ドラマーは元ガンズ・アンド・ローゼスのメンバー、ヴァンダルズのジョシュ・フリースが担当。『Can't repeat』のPVは、アトムが出演してドラムを叩いている。
日本では、『踊る!さんま御殿!!』のBGMとして曲が流されたり、『All I Want』がセガ（後のセガ・インタラクティブ）のアーケードゲーム及び家庭用ゲーム『クレイジータクシー』の挿入歌として使われていることでも知られている。他には、『(CAN'T GET MY) HEAD AROUND YOU』がX-TRAILのCM、『Pretty Fly(For A White Guy)』がTWO DOGS（ツードッグス）カクテルのCMに使われている。また、プロレスラー・金村キンタローの登場時の「ブリブラダンス」に、「COME OUT AND PLAY」が使われている。また、激しい曲調から格闘家の入場曲としても頻繁に用いられている。埼玉スタジアム2002では浦和レッズホームゲームの試合前ウォーミングアップ用BGMとして『The Kids Aren't Alright』が使用されている。